# Thecla adusta
Thecla adusta är en fjärilsart som beskrevs av Riley 1939. Thecla adusta ingår i släktet Thecla och familjen juvelvingar. Inga underarter finns listade i Catalogue of Life.